# 児玉利国
児玉 利国（こだま としくに、1840年5月24日（天保11年4月23日） - 1925年4月26日）は、日本の武士（薩摩藩士）、海軍軍人、政治家。最終階級は海軍少将。貴族院議員。幼名・平輔。

## 経歴
鹿児島県出身。児玉軍兵衛の長男として生れる。児玉平太郎。戊辰戦争に薩摩藩士として従軍。1871年、陸軍大尉に任官し御親兵3番大隊2番小隊長となる。翌年、海軍に転じ、海軍省9等出仕（水平本部）となる。以後、清国出張、福建・台湾出張、提督府出勤などを経て、1875年3月、海軍少佐に進級。1877年2月から10月まで西南戦争に出征した。
東海水兵本営副長、東海水兵分営長、「富士山艦」艦長、「海門」艦長、「金剛艦」艦長、「扶桑艦」艦長兼常備小艦隊参謀長、参謀本部海軍部第1局長、海軍参謀本部第1局長、海軍参謀部第1課長、横須賀鎮守府参謀長などを歴任し、1893年6月、海軍少将となり予備役に編入され、1905年10月19日に退役した。
1896年9月11日、貴族院議員に勅選され、死去するまで在任した。

## 栄典・授章・授賞
位階
- 1892年（明治25年）2月22日 - 正五位[3]
- 1900年（明治33年）6月30日 - 従四位[4]

勲章等
- 1889年（明治22年）11月29日 - 大日本帝国憲法発布記念章[5]
- 1916年（大正5年）4月1日 - 旭日重光章[6]